# Saripan
Saripan is een bestuurslaag in het regentschap Jepara van de provincie Midden-Java, Indonesië. Saripan telt 4692 inwoners (volkstelling 2010).